# Aravete
Aravete es una localidad del municipio de Järva, en el condado de Järva, Estonia. Tiene una población estimada, en 2021, de 726 habitantes.
Está ubicada al este del condado, cerca del nacimiento del río Pärnu y de la frontera con los condados de Harju y Lääne-Viru.